# Jane Jensen
Jane Jensen (Palmerton, Pensilvania, 28 de enero de 1963) es diseñadora de videojuegos. Entre sus obras se encuentran las populares aventuras gráficas Gabriel Knight y las novelas El Despertar del Milenio (publicada en el mercado anglosajón como Jugdement Day) y La Ecuación Dante.

## Biografía
Su nombre original es Jane Elizabeth Smith, y es la más joven de siete hermanos. Estudió Ciencias de la Computación en la Universidad Anderson de Indiana, y trabajó como programadora para Hewlett-Packard. Su interés por los ordenadores y la escritura la llevaron a trabajar en la industria de los videojuegos, en concreto, en Sierra Online, donde trabajó como escritora en Police Quest III: The Kindred, y EcoQuest: The Search for Cetus (EcoQuest: La Búsqueda de Cetus). Después de codiseñar King's Quest VI: Heir Today, Gone Tomorrow (King's Quest VI: Heredero hoy, desaparecido mañana), con la veterana diseñadora Roberta Williams, Jensen diseñó su primer juego: Gabriel Knight: Sins of the Fathers (Gabriel Knight: Pecados de los Padres), que se presentó en 1993. Su característica de oscuro misterio sobrenatural era una desviación del estilo de Sierra, pero el juego fue muy bien acogido. Recibió el premio de la revista Computer Gaming World a la mejor aventura gráfica del año.
Jensen continuó Gabriel Knight con dos secuelas: The Beast Within: A Gabriel Knight Mystery (La Bestia interior: un misterio de Gabriel Knight) en 1995 y Gabriel Knight 3: Blood of the Sacred, Blood of the Damned (Gabriel Knight 3: Sangre de los sagrados, sangre de los malditos), en 1999. Cada título de Gabriel Knight fue producido en un formato totalmente diferente a los otros, algo poco habitual en las aventuras gráficas. Mientras que el original fue una tradicional aventura en 2D, las secuelas utilizaron Full motion video y un motor 3D personalizado, respectivamente. 
The Beast Within también recibió el premio Computer Gaming World al Juego del Año. Debido a los altos costes que llevaron las secuelas, añadido al declive de las aventuras gráficas en el mercado, no se ha encargado una cuarta parte de la serie.
En 1996 Jensen publicó una novelización del primer juego de la serie. En 1998 publicó una segunda novela sobre Gabriel Knight y en 1999 su primera novela que no fue una adaptación, Millennium Rising (más tarde rebautizada como Judgment Day) . Su cuarto libro, La Ecuación Dante, se publicó en 2003. Este último fue nominado al premio Philip K. Dick.
Posteriormente Jensen ha trabajado diseñando juegos online en Oberon Media. Entre otros, algunos juegos de misterio o tipo puzle como Inspector Parker (2003) y BeTrapped! (2004). Su trabajo más reciente ha sido una aventura gráfica de misterio llamada Gray Matter (Materia Gris), publicada por DTP Entertainment en 2010. Originalmente, el juego iba a ser desarrollado por el estudio húngaro Tonuzaba, pero posteriormente pasó a la compañía francesa Wizarbox, por lo que la publicación del juego se pospuso a 2010.
Jane Jensen vive en Seattle con su segundo marido, el compositor Robert Holmes, que compuso la música de las series Gabriel Knight.